# Mississippi Queen
"Mississippi Queen" é uma canção da banda de rock americana Mountain. Considerada um clássico do rock, foi o single de maior sucesso, alcançando a posição 21 na parada de discos da Billboard Hot 100 em 1970. A música está incluída no álbum de estreia do grupo e várias gravações ao vivo foram lançadas. "Mississippi Queen" foi gravada por vários artistas, incluindo W.A.S.P., Sam Kinison, Amanda Ayala, Bachman-Turner Overdrive e Ozzy Osbourne, o último dos quais teve um sucesso com a música em 2005.

## Composição e gravação
"Mississippi Queen" foi gravada durante as sessões do álbum de estreia do Mountain, em 1970, Climbing! De acordo com o baterista Corky Laing, ele desenvolveu algumas das letras e a parte da bateria antes de entrar na banda. Mais tarde, quando o guitarrista Leslie West estava procurando a letra de uma parte de guitarra que ele havia escrito, Laing tirou "The Queen" e os dois trabalharam a música juntos; baixista/produtor Felix Pappalardi e o letrista David Rea também receberam créditos como compositores. Quando o grupo gravou "Mississippi Queen", Pappalardi insistiu em várias tomadas. Ficando cansado, Laing começou a usar a campana para contar a música. Pappalardi gostou tanto que a deixou na mixagem, criando a introdução reconhecível da música.